# Оти (Кальвадос)
Оти́ (фр. Authie) — коммуна во Франции, находится в регионе Нижняя Нормандия. Департамент коммуны — Кальвадос. Входит в состав кантона Кан 2-й кантон. Округ коммуны — Кан.
Код INSEE коммуны — 14030.

## Население
Население коммуны на 2010 год составляло 1394 человека.
| 1962 | 1968 | 1975 | 1982 | 1990 | 1999 | 2010 |
| ---- | ---- | ---- | ---- | ---- | ---- | ---- |
| 414  | 514  | 571  | 645  | 780  | 983  | 1394 |

## Экономика
В 2010 году среди 932 человек трудоспособного возраста (15—64 лет) 665 были экономически активными, 267 — неактивными (показатель активности — 71,4 %, в 1999 году было 71,6 %). Из 665 активных жителей работали 637 человек (322 мужчины и 315 женщин), безработных было 28 (20 мужчин и 8 женщин). Среди 267 неактивных 149 человек были учениками или студентами, 73 — пенсионерами, 45 были неактивными по другим причинам.